# Jessica Clarke
Jessica Roimata Clarke (29 de abril de 1993) es una modelo de Nueva Zelanda de ascendencia maorí. Empezó a modelar profesionalmente a la edad de 15 años, y con 17 ya había desfilado en Milán, París, Nueva York y Londres. Poco después de llegar a Nueva York fue una exclusiva de Calvin Klein en la Semana de la Moda de Nueva York 2010 y continuó desfilando para Marc de Marc, Giorgio Armani, Mulberry, Salvatore Ferragamo, Emilio Pucci, Lanvin, Elie Saab, Sonia Rykiel y Dolce & Gabbana . Fue fotografiada por Mario Testino para D&G en su campaña primavera/verano 2011. En 2011, se convirtió en la primera modelo neozelandesa en caminar para Victoria's Secret, apareciendo en su desfile anual, el Victoria's Secret Fashion Show.